# Ambligonita
L'ambligonita és un mineral de la classe dels fosfats que pertany i dona nom al grup de l'ambligonita. Va ser descobert a Saxònia per August Breithaupt, un mineralogista alemany, l'any 1817, i nomenat per ell del grec amblus (embotat) i gonia (angle), a causa de l'angle obtús que es forma en la seva exfoliació.

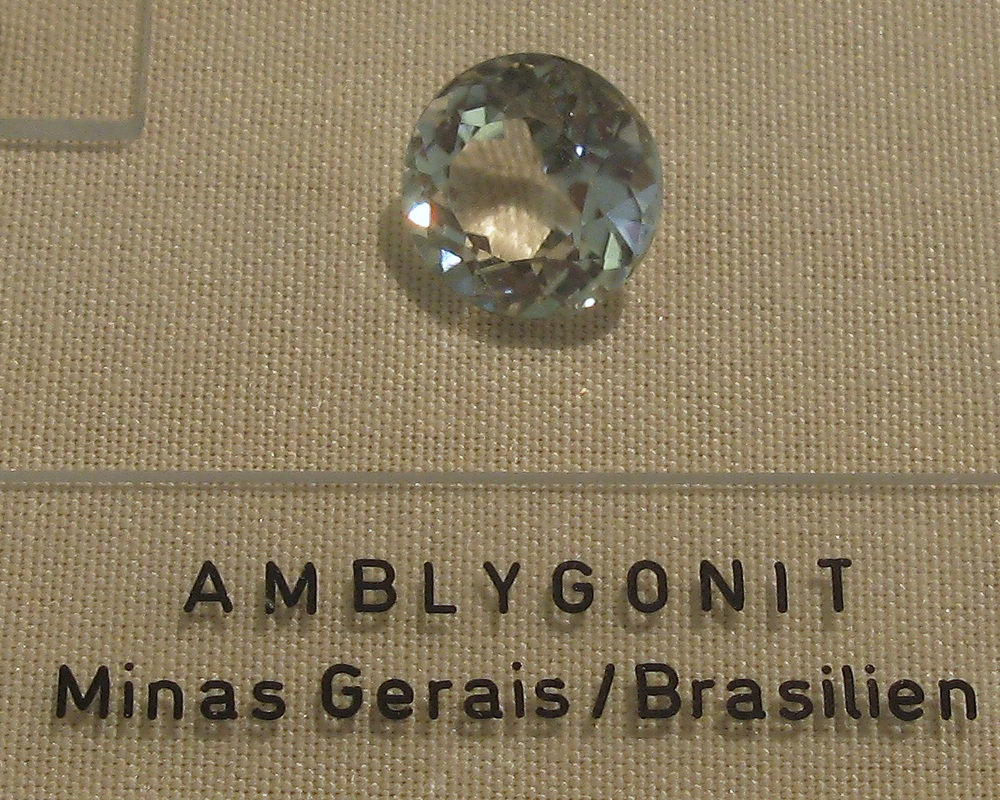
Ambligonita facetada feta servir com a pedra preciosa

## Propietats
És un mineral fluorurofosfatat, amb fórmula química LiAlPO₄F, compost per liti, sodi, alumini, fosfat, fluorur i hidròxid. L'ambligonita forma una sèrie amb la montebrasita, el terme extrem més baix del fluor. Conté aproximadament un 10% de liti, i s'ha utilitzat com una font d'aquest element. L'ambligonita transparent ha estat facetada i s'utilitza com una pedra preciosa. Com a joia, és molt vulnerable al trencament i a l'abrasió, ja que la seva duresa i tenacitat són pobres.
Segons la classificació de Nickel-Strunz, l'ambligonita pertany a «08.BA: Fosfats, etc. amb anions addicionals, sense H₂O, només amb cations de mida mitjana, (OH, etc.):RO₄ sobre 1:1» juntament amb els següents minerals: montebrasita, tavorita, triplita, zwieselita, sarkinita, triploidita, wagnerita, wolfeïta, stanĕkita, joosteïta, hidroxilwagnerita, arsenowagnerita, holtedahlita, satterlyita, althausita, adamita, eveïta, libethenita, olivenita, zincolibethenita, zincolivenita, auriacusita, paradamita, tarbuttita, barbosalita, hentschelita, latzulita, scorzalita, wilhelmkleinita, trol·leïta, namibita, fosfoel·lenbergerita, urusovita, theoparacelsita, turanita, stoiberita, fingerita, averievita, lipscombita, richel·lita i zinclipscombita.

## Formació
El mineral es produeix en dipòsits de pegmatites granítiques, a filons d'estany formats a alta temperatura i greisens. Es confon fàcilment amb l'albita i d'altres feldespats. Es sol trobar amb espodumena, apatita, lepidolita, turmalina i altres minerals que continguin liti als filons de les pegmatites.